# Seleniumdiode
Een seleniumdiode of seleniumgelijkrichter is een metaalgelijkrichter, uitgevonden in 1933, die gebruikmaakt van de gelijkrichtende eigenschap van selenium. Seleniumdiodes konden hogere vermogens gelijkrichten dan vacuümdiodes, en vervingen deze in voedingen voor elektronische apparaten en laadapparatuur voor accu's.
De gelijkrichtende werking van seleen, en de fotoelektrische eigenschap werden rond 1886 ontdekt door C. E. Fitts, maar pas in de jaren 1930 werden praktische gelijkrichters seriematig gefabriceerd. Vergeleken met de eerdere koperoxidegelijkrichters konden seleniumdiodes hogere sperspanningen weerstaan, maar hadden een lagere stroomsterkte per oppervlakte-eenheid.

## Constructie

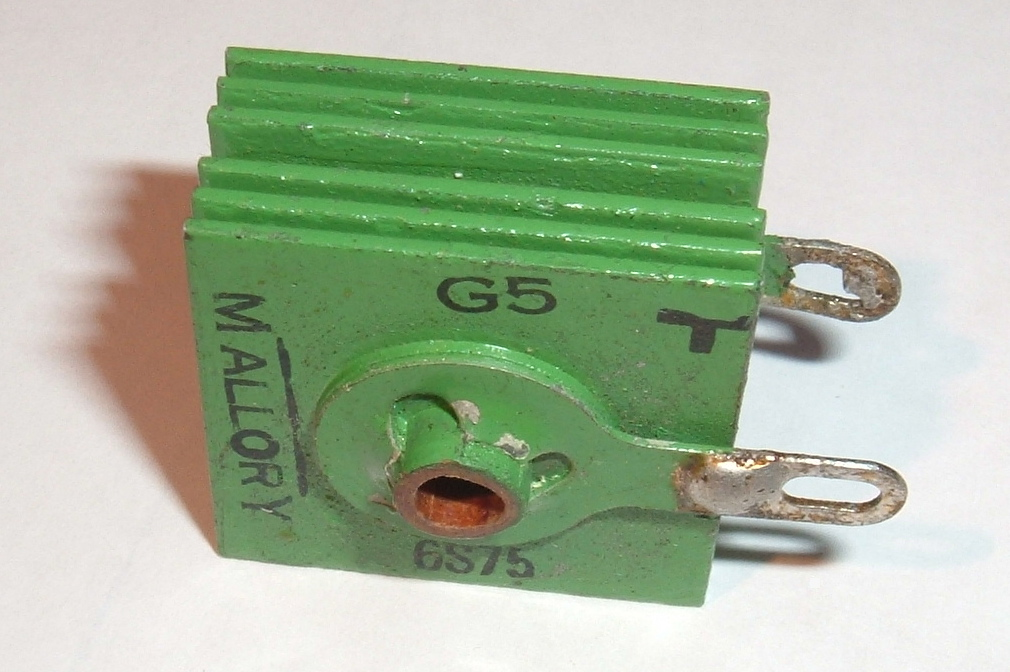
Seleniumdiode uit ca. 1960; elke plaat is 1 vierkante inch

Typische opbouw van een seleniumdiode

Een seleniumdiode bestaat uit een aluminium of stalen plaat bedekt met 1 μm bismut of nikkel, waarop weer een dikkere laag seleen (50 - 60 μm) gedoteerd met een halogeen is aangebracht. Het seleen wordt door een warmtebehandeling omgezet in een polykristallijne grijze (hexagonale) vorm. Elke plaat heeft een sperspanning van maximaal 20 volt en om hogere sperspanningen te weerstaan worden meerdere platen in serie geschakeld op elkaar gestapeld. Stapels van zo'n duizend miniatuur seleenschijfjes zijn zo gebruikt als gelijkrichter voor de zeer hoge spanning in televisietoestellen en fotokopieermachines